# Stazione di Provesano
Stazione di Provesano 1987-ben bezárt vasútállomás Olaszországban, San Giorgio della Richinvelda településen.

## Vasútvonalak
Az állomást az alábbi vasútvonalak érintették:
- Gemona del Friuli-Casarsa-vasútvonal

## Kapcsolódó állomások
A vasútállomáshoz az alábbi állomások vannak a legközelebb:
- Stazione di Spilimbergo
- Stazione di San Giorgio della Richinvelda